# Канічкі
Канічкі (пол. Kaniczki) — село в Польщі, у гміні Садлінки Квідзинського повіту Поморського воєводства.
Населення — 317 осіб (2011).
У 1975-1998 роках село належало до Ельблонзького воєводства.

## Демографія
Демографічна структура станом на 31 березня 2011 року:
|          | Загалом | Допрацездатний вік | Працездатний вік | Постпрацездатний вік |
| -------- | ------- | ------------------ | ---------------- | -------------------- |
| Чоловіки | 155     | 40                 | 105              | 10                   |
| Жінки    | 162     | 39                 | 99               | 24                   |
| Разом    | 317     | 79                 | 204              | 34                   |